# Staatscommissie bioscoopgevaar
De Staatscommissie bioscoopgevaar was een Nederlandse staatscommissie in de periode 1918-1927. De opdracht van de commissie was om te onderzoeken welke maatregelen de overheid zou moeten nemen om 'het zedelijk en maatschappelijk gevaar te bestrijden dat aan bioscoopvoorstellingen verbonden is'. Uit het rapport van de staatscommissie kwam in 1926 de bioscoopwet voort, die de beïnvloeding op het bioscoopbedrijf door de overheid mogelijk maakte en de filmkeuring instelde. Deze werd vanaf 1928 uitgevoerd door de Centrale Commissie voor de Filmkeuring.

## Leden
- Mr. R.B. Ledeboer, voorzitter tot 1926
- Mr. H. Dooyeweerd, secretaris
- J. Bemelmans
- Mr. J.V. van Dijck
- H. ter Hal
- Mevr. M. Hugenholtz-Zeeven
- Mr. J. Limburg
- J. van der Molen
- Mr. Th.M.G. Treussart ridder van Rappard
- S.L. Veenstra
- Mr. A. de Graaf
- Dr. W.W. van der Meulen, voorzitter vanaf 1926